# Alois Dryák

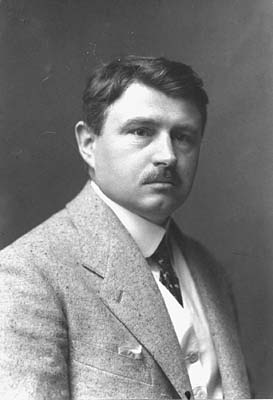
Alois Dryák

Alois Dryák (* 24. Februar 1872 in Olšany, Ortsteil von Brandýsek, Okres Kladno in Böhmen, damals Österreich-Ungarn; † 6. Juni 1932 in Prag, Tschechoslowakei) war ein tschechischer Architekt und Hochschullehrer.

## Leben
Dryák war Professor an der Akademie für Kunst, Architektur und Design Prag zu Beginn des 20. Jahrhunderts. Er ist bekannt für seine Entwürfe zu Schmuckdetails an verschiedenen Jugendstilgebäuden in Prag und für Schulgebäude in Böhmen. Der Figurenschmuck des Sockels des Denkmals für den Heiligen Wenzel auf dem Wenzelsplatz in Prag ist von ihm entworfen worden. In den Jahren nach dem Ersten Weltkrieg entstanden verschiedene Gebäude im Stile des Kubismus und des Funktionalismus in Prag und in Brünn in Mähren.

## Werke
- 1899/1900: Hotel Central in Prag in Zusammenarbeit mit Bedřich Bendelmayer und Friedrich Ohmann.
- 1903: Hotel Garni, später Hotel Meran in Prag.
- 1905: Hotel Erzherzog Stephan, später Hotel Šroubek, heute Hotel Evropa in Prag.[1] ´
- 1905: Realgymnasium in Kladno.
- 1909: Gymnasium in Česká Třebová (Böhmisch Trübau).
- 1912: Mitarbeit am František-Palacký-Denkmal, Prager Neustadt.
- 1920/1922: Haus der Berufsgenossenschaft (Odborový dům), Prager Altstadt, Na Perštýně 347/11.
- 1922/1924: Radiopalác in Prag-Vinohrady.
- 1923/1924: Bezirksgericht in Kladno.
- 1926: Strahov-Stadion in Prag (umgebaut).
- 1927/1933: Druckerei Orbis in Prag-Vinohrady.
- 1928/1932: Gebäude der Juristischen Fakultät der Masaryk-Universität in Brünn.

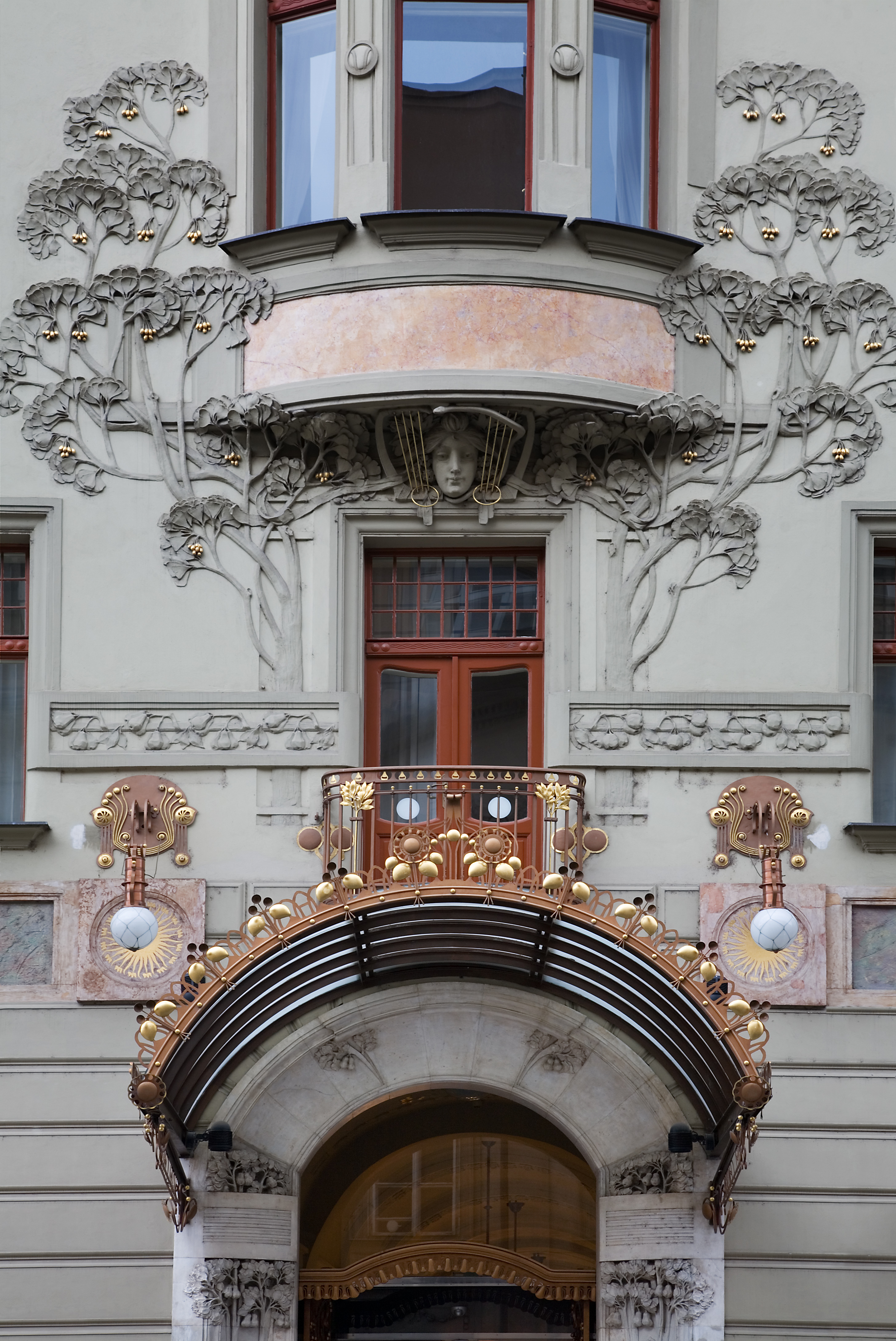
Eingangsbereich des Hotel Central, 1900
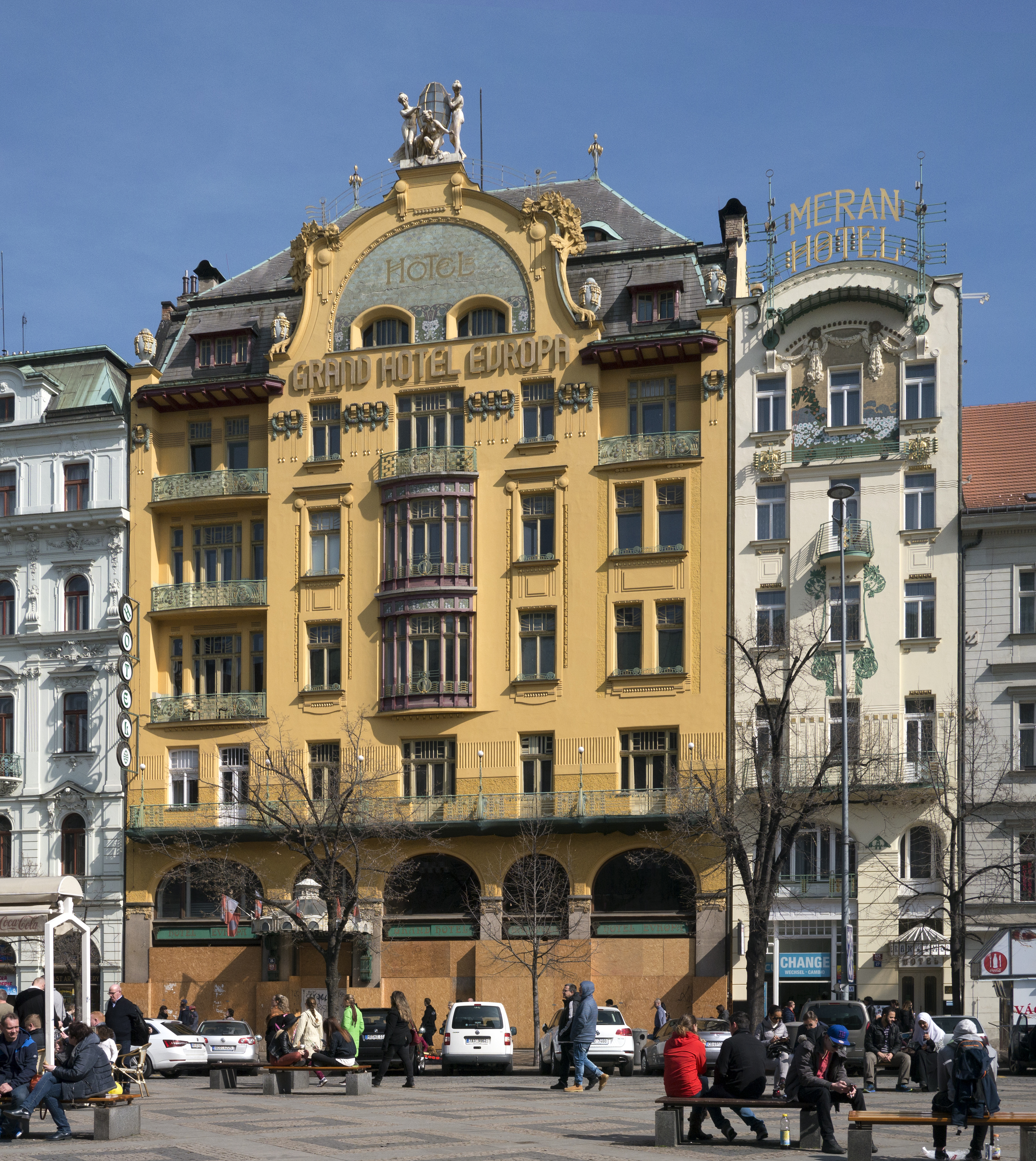
Hotel Evropa und Hotel Meran, 1903 und 1905
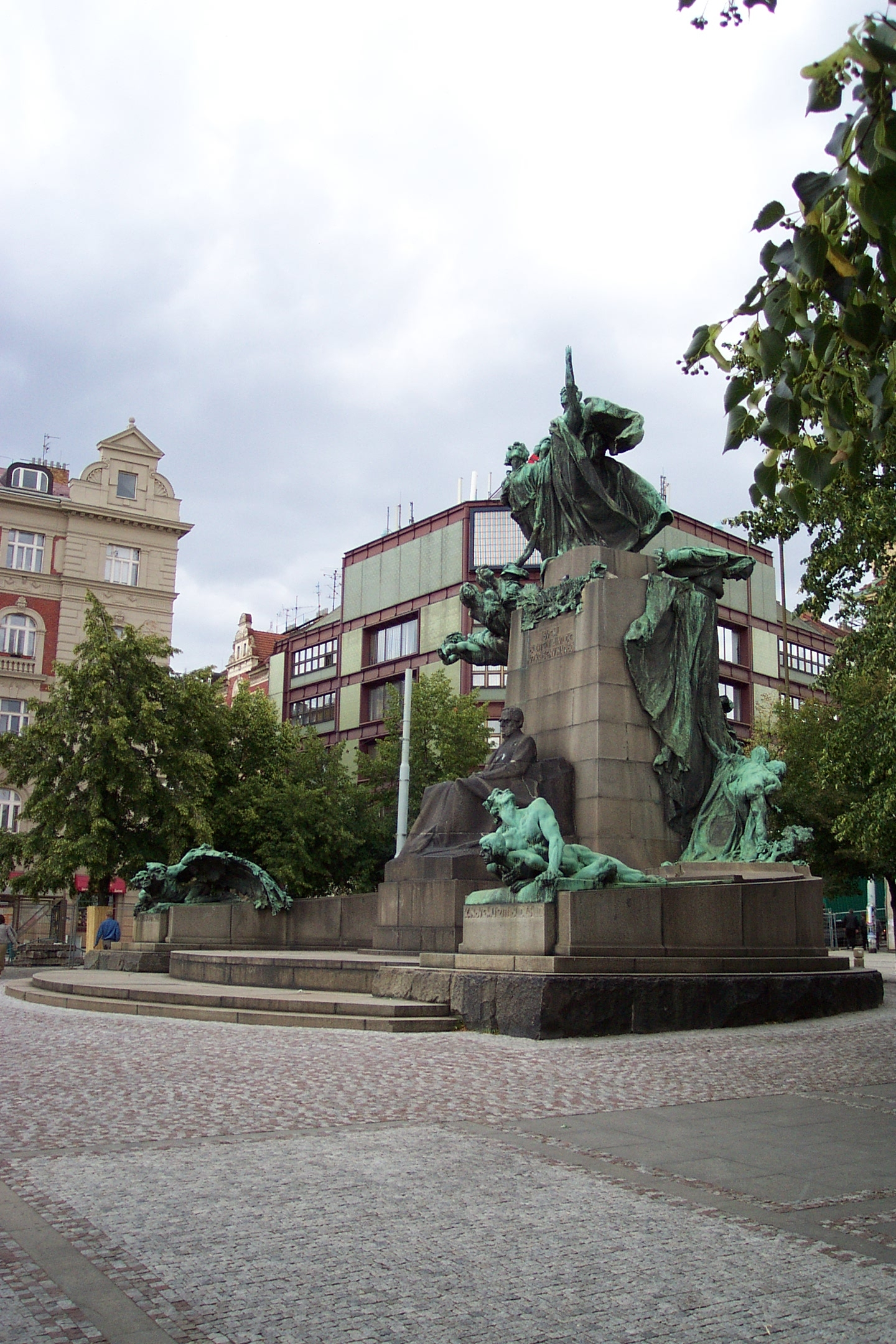
Denkmal für František Palacký
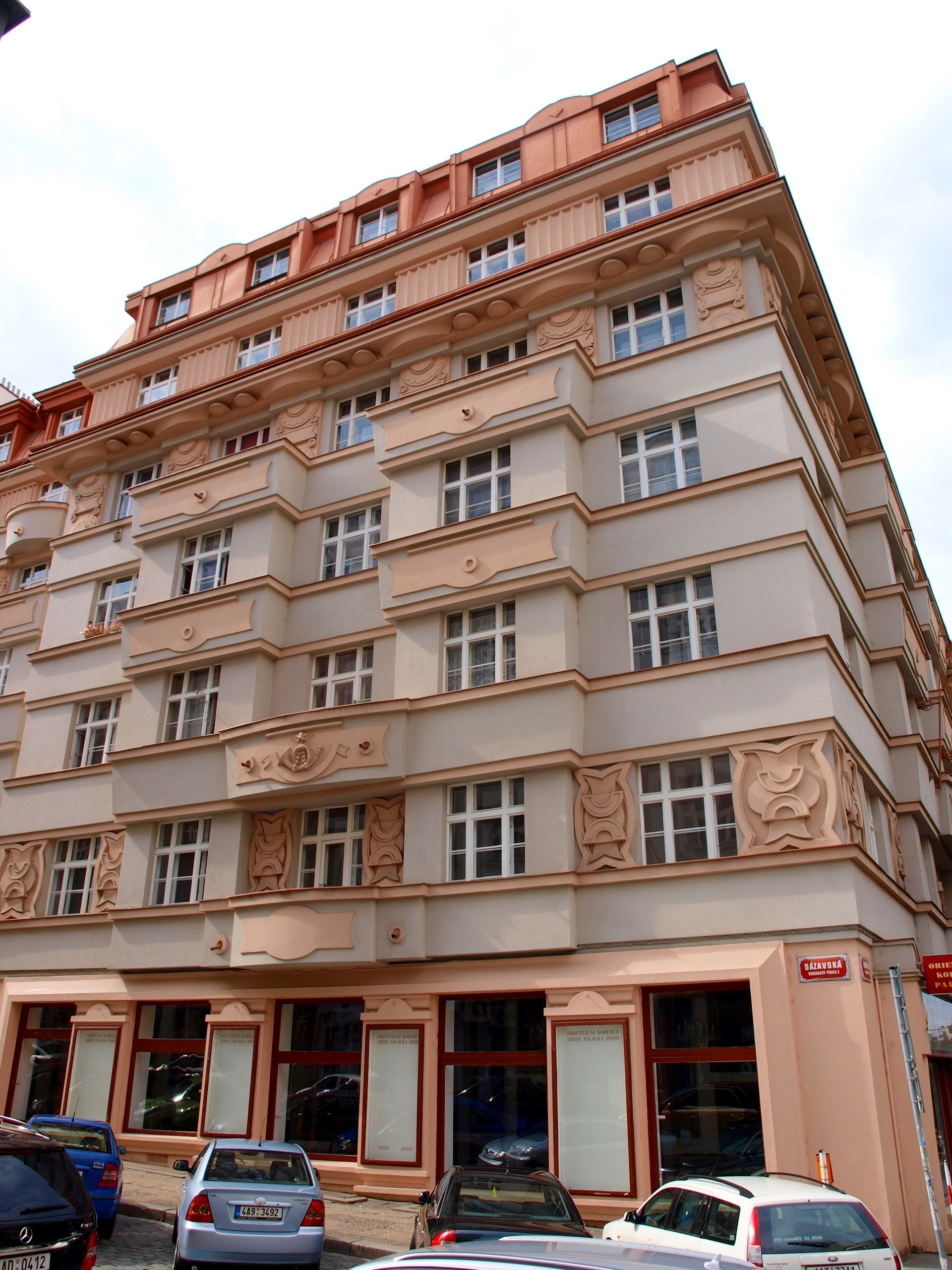
Radiopalác
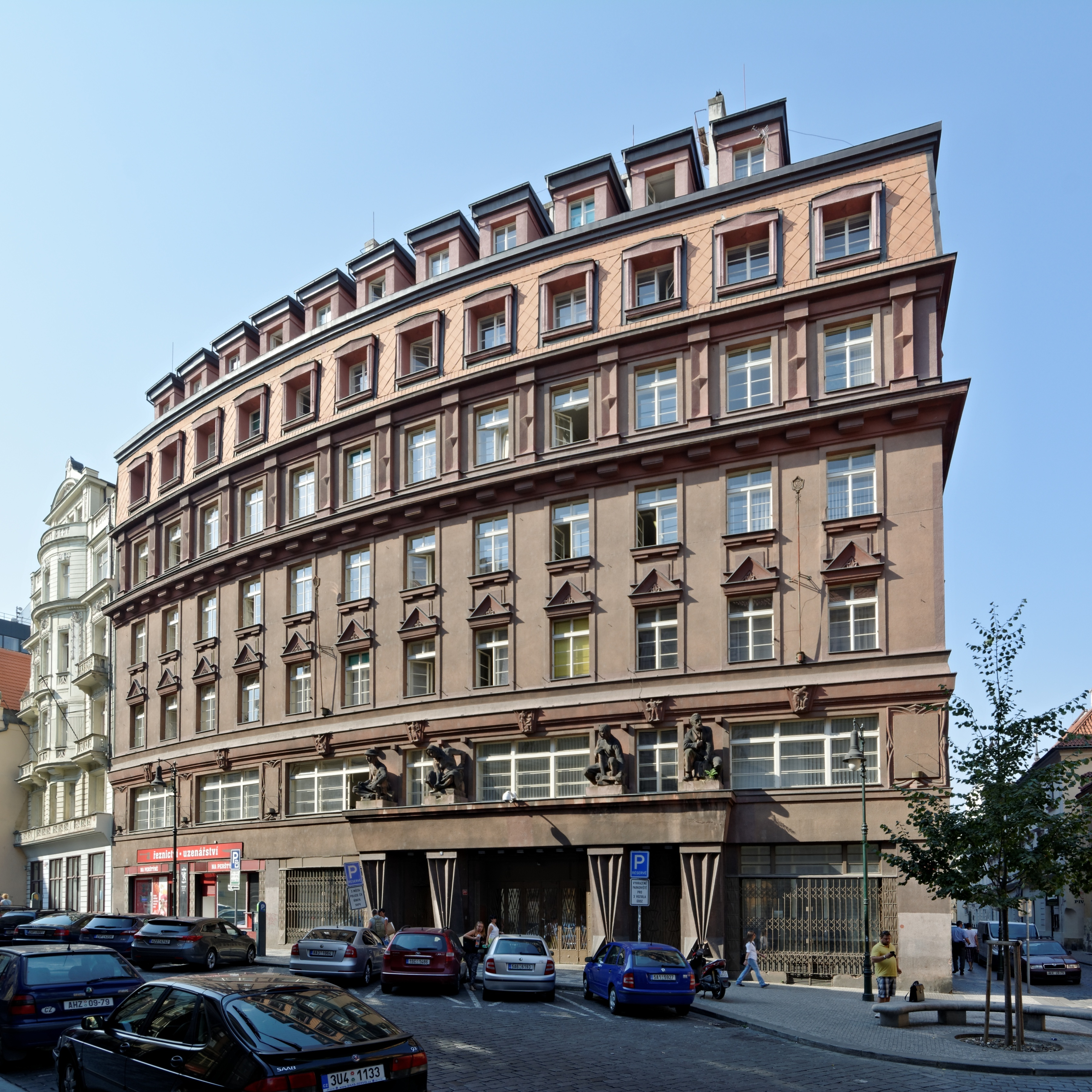
Haus der Berufsgenossenschaft, 1922